# 2025 au Cap-Vert
Chronologie 2025 au Cap-Vert
- 2021
- 2022
- 2023
- 2024
- 2025
- 2026
- 2027
- 2028
- 2029

Cet article traite des événements qui se sont produits durant l'année 2025 au Cap-Vert.

## Événements

### Janvier
- 27 janvier : 50e anniversaire de l’indépendance [1].

### Avril
- 08 au 11 avril : Atlantic Music Expo à Praia [2].

### Mai
- 6 mai : Fin de l’exercice Obangame Express 2025 [3].
- 7 mai : Signature d’un accord de défense avec la Grèce (formation de militaires capverdiens)[4].

#### L'année 2025 dans le reste du monde
- L'année 2025 dans le monde
- 2025 par pays en Amérique • 2025 au Brésil, 2025 au Canada, 2025 au Québec, 2025 aux États-Unis, 2025 au Mexique
- 2025 en Europe, 2025 dans l'Union européenne • 2025 en Belgique, 2025 en France, 2025 en Italie, 2025 en Suisse
- 2025 en Afrique • 2025 par pays en Asie • 2025 par pays en Océanie, 2025 en Océanie • 2025 en Antarctique
- 2025 aux Nations unies
- Décès en 2025